# Erika Aifan
Erika Lorena Aifan, född 1975, är en domare från Guatemala.
Aifan arbetar som domare i Guatemalas Högriskdomstol där fall som rör korruption och organiserad brottslighet inom privat och offentlig verksamhet tas upp. Hon har startat Guatemalan Association of Judges for Integrity (AGJI) och har fått stöd av Inter-American Court of Human Rights i arbetet med att upprätthålla rådande lagar i landet.
Arbetet innebär både hot och trakasserier och krav på att hennes åtalsimmunitet i egenskap av domare ska tas bort.
År 2021 tilldelades Aifan International Women of Courage Award.